# Budzisław Nowy
Budzisław Nowy – wieś w Polsce położona w województwie wielkopolskim, w powiecie kolskim, w gminie Osiek Mały.
Do 2023 miejscowość nazywała się Nowy Budzisław.
| SIMC    | Nazwa               | Rodzaj    |
| ------- | ------------------- | --------- |
| 0291061 | Budzisław-Cegielnia | część wsi |
| 0291078 | Ignacówka           | część wsi |

W latach 1975–1998 miejscowość administracyjnie należała do województwa konińskiego.